# Ломкоколосник
Ло́мкоколо́сник (лат. Psathyrostáchys; от др.-греч. ψαθυρός, psathyros — ломкий и στάχυς, stachys — колос) — род травянистых растений семейства Злаки (Poaceae), распространённый в степных и полупустынных областях Восточной Европы и Азии.

## Ботаническое описание
Многолетние травянистые растения, 15—80 см высотой, образующие густые дерновины. Стебли прямостоячие. Листья линейные, часто вдоль свёрнутые.
Колоски сидят по 2 или 3, 2—3-цветковые или одноцветковые с рудиментарным вторым цветком, все сидячие. Колосья с очень ломкой осью, чрезвычайно легко распадающиеся на отдельные колоски. Колосковые чешуи шиловидно-щетиновидные, с одной неясной жилкой, длинно-волосистые или шероховатые.

## Виды
Род включает 13 видов:
- Psathyrostachys caduca (Boiss.) Melderis
- Psathyrostachys caespitosa (Sukaczev) Peschkova — Ломкоколосник дернистый
- Psathyrostachys dagestanica (F.N.Alex.) Nevski — Ломкоколосник дагестанский
- Psathyrostachys desertorum (Kar. & Kir.) Agaf. — Ломкоколосник пустынный
- Psathyrostachys fragilis (Boiss.) Nevski — Ломкоколосник ломкий
- Psathyrostachys huashanica Keng f. ex P.C.Kuo
- Psathyrostachys hyalantha (Rupr.) Tzvelev — Ломкоколосник плёнчатоцветковый
- Psathyrostachys juncea (Fisch.) Nevski — Ломкоколосник ситниковый
- Psathyrostachys kronenburgii (Hack.) Nevski — Ломкоколосник Кроненбурга
- Psathyrostachys lanuginosa (Trin.) Nevski typus[1] — Ломкоколосник шерстистый
- Psathyrostachys narmanica Cabi & Dogan
- Psathyrostachys rupestris (F.N.Alex.) Nevski — Ломкоколосник скальный
- Psathyrostachys stoloniformis C.Baden